# 뱅크시아속
뱅크시아속(Banksia)은 프로테아과의 한 속으로, 약 170여 종을 포함하고 있다. 호주가 원산인 야생화로, 특이한 꽃과 열매 때문에 원예 식물로 인기가 있다. 다 자랐을 때는 포복성 관목에서부터 교목으로 30m까지 자라는 것들도 있다. 뱅크시아는 일반적으로 광범위한 지역에서 분포하는데, 경엽수림, (가끔)열대우림, 관목지, 그리고 조금 더 건조한 지역에서까지 자란다. 하지만 호주의 사막에서는 자라지 않는다.
뱅크시아속 무리가 가지는 꿀샘은 생태계에서 중요한 구실을 하는데, 수많은 동물에게 달콤한 꿀로써 중요한 음식자원을 제공한다. 그뿐만 아니라, 뱅크시아는 호주의 묘목장과 절화 산업에서 경제적으로도 중요한 자원이 된다. 그러나 개간과 잦은 불, 질병 등의 수많은 과정에서 개체 수가 줄어 멸종위기에 처해 있다.

## 특징
뱅크시아는 나무나 목질의 관목으로 자란다. 나무로 가장 크게 자라는 종은 뱅크시아 인테그리폴리아(B. integrifolia, 해변 뱅크시아)와 뱅크시아 세미누다(B. seminuda, 강변 뱅크시아)인데, 종종 15미터 이상으로 자라고, 어떤 것은 30m까지도 자란다. 관목으로 자라는 뱅크시아종은 보통 똑바로 서지만, 몇몇 종들은 가지를 흙 위 아래로 뻗으며 자란다.
뱅크시아의 잎은 종마다 큰 차이가 난다. 뱅크시아 에리시폴리아(B. ericifolia)는 길이 1~1.5cm의 짧고 가는 잎을 가지고, 뱅크시아 그란디스(B. grandis)는 길이 약 45cm의 크고 넓적한 잎을 가진다. 대부분 종들의 잎은 가장가리가 톱니 모양이지만 뱅크시아 인테그리폴리아 등 몇 종은 그렇지 않다. 잎들은 보통 가지를 따라 불규칙한 나선형으로 배열하는데, 소수의 종들은 잎이 돌려나기로 붐비면서 나온다. 많은 종들은 어린 잎과 다 큰 잎이 다르게 생겼다. (예를 들어, 뱅크시아 인테그폴리아는 어린 잎의 가장자리가 큰 톱니 모양이지만, 자라면서 사라진다.)
뱅크시아의 특징이라고 하면 보통 꽃차례에 주목된다. 길쭉한 막대기 모양의 꽃차례는 목질의 축을 이루고 있으며 둘씩 한 쌍을 이루는 꽃들이 축에 직각으로 빼곡히 들어차서 마치 커다란 솔처럼 보인다. 하나의 꽃차례에는 수백개에서 많게는 수천개의 꽃들이 들어있다. 뱅크시아 그란디스는 하나의 꽃차례에 약 6000개의 꽃을 피운 기록이 있다.
뱅크시아의 꽃은 보통 노란 빛을 띠지만 주황, 빨강, 분홍, 보라색까지도 있으며, 꽃의 색깔은 꽃덮개 또는 암술대의 색에 의해 결정된다. 암술대는 꽃덮개보다 무척 길고, 처음엔 꽃덮개에 덮여있다가 며칠 간 서서히 꽃덮개 밖으로 모습을 드러낸다. 암술대와 꽃덮개가 다른 색일때는 꽃차례 위 아래의 색이 달라보인다. 특히 뱅크시아 프리오노트스(B. prionotes)와 그와 가까운 관계의 종들은 그 효과가 확연한데, 꽃이 피기 전에는 희게 보이던 꽃차례가 꽃이 피면 선명한 주황색을 띠게 된다. 대개의 경우에서 꽃은 길며 홀쭉한 주머니 모양이다.
가끔, 다수의 꽃이삭이 형성될 수 있다. 이 현상은 뱅크시아 마르지나타(Banksia marginata)와 뱅크시아 에리시폴리아(B. ericifolia)에서 가장 많이 보인다.
시간이 지나면 꽃이삭은 말라서 주황색, 황갈색 또는 어두운 갈색을 띠며 수년에 걸쳐 회색으로 바랜다. 몇몇 종에서 시든 꽃은 없어지고 축을 드러내지만 다른 종들은 이것들이 수년간 털 모양의 열매구조를 이룬다. 오래된 꽃이삭은 영어로 흔히 "cones"로 알려지지만 이것은 틀린 말이다. cones는 우리말로 구과로서 오직 침엽수와 소철류에만 발생한다.
꽃차례의 많은 꽃들 중에 소수만이 열매로 자란다. 또한 몇몇의 종에서 꽃이삭은 열매를 전혀 맺지 않는다. 뱅크시아의 열매는 목질의 골돌과로 꽃차례의 축에 박혀있고 씨앗들을 단단히 에워싼 두개의 가로로 놓여진 껍질로 구성된다. 열매는 봉합선을 따라 갈라져 씨앗들을 내보내며, 다른 종들도 같은 방법을 취한다. 몇몇의 종에서 열매는 씨앗이 숙성되자마자 열리지만 대부분의 종의 열매는 산불에 의한 자극으로만 열린다. 각각의 열매는 보통 하나 또는 두개의 작은 씨앗이 들어있으며 씨앗은 날 형태의 얇은 날개를 가지는데, 이것은 땅에 떨어질때 씨앗이 돌게 해 준다.